# ANSWER (フレデリック×須田景凪のアルバム)
『ANSWER』（アンサー）は、須田景凪とフレデリックのEP。2021年12月1日発売。発売元はA-Sketch。

## 概要
須田景凪とフレデリックによるコラボEP。11月5日に表題曲のみが先行配信された。
収録曲の内「ANSWER」「TOMOSHI BEAT」「リグレット」は、テイルズオブシリーズの『テイルズ オブ ルミナリア』に書き下ろした楽曲であり、他2曲は、互いの代表曲のカバーという構成になっている。

## 収録内容
| #         | タイトル                       | 作詞・作曲         | 編曲                               | 時間  |
| --------- | ------------------------------ | ------------------ | ---------------------------------- | ----- |
| 1.        | 「ANSWER」                     | 三原康司, 須田景凪 | フレデリック, 須田景凪, TAKU INOUE | 3:43  |
| 2.        | 「TOMOSHI BEAT」(フレデリック) | 三原康司           | フレデリック                       | 3:15  |
| 3.        | 「リグレット」(須田景凪)       | 須田景凪           | 須田景凪                           | 4:12  |
| 4.        | 「veil」(フレデリック)         | 須田景凪           | フレデリック                       | 3:28  |
| 5.        | 「オドループ」(須田景凪)       | 三原康司           | 須田景凪                           | 4:07  |
| 合計時間: | 合計時間:                      | 合計時間:          | 合計時間:                          | 18:45 |

## タイアップ
ANSWER
「テイルズ オブ ルミナリア」インスパイアソング
TOMOSHI BEAT
「テイルズ オブ ルミナリア」オープニング主題歌
リグレット
「テイルズ オブ ルミナリア」エンディング主題歌